# KV38
Situé dans la vallée des Rois, dans la nécropole thébaine sur la rive ouest du Nil face à Louxor en Égypte, KV 38 est le tombeau de Thoutmôsis Ier, troisième pharaon de la XVIIIe dynastie durant le Nouvel Empire.
Il semble que le corps de Thoutmôsis Ier, originellement inhumé dans la tombe KV20 avec sa fille Hatchepsout, y a été déplacé par Thoutmôsis III.